# Xirókaia Balka (Kutaís)
|  | Per a altres significats, vegeu «Xirókaia Balka (Miskhako)». |

Xirókaia Balka - Широкая Балка (rus) és un possiólok del krai de Krasnodar, a Rússia. Es troba a la vora del riu Xirókaia Balka, tributari del Pxix, que és afluent del riu Kuban. És a 28 km al sud-est de Goriatxi Kliutx i a 70 km al sud-est de Krasnodar.
Pertany al possiólok de Kutaís.